# Svoboda (Kurgáninsk, Krasnodar)
Svoboda (del ruso: Свобода), es un jútor del raión de Kurgáninsk del krai de Krasnodar, en Rusia. Está situado en las llanuras de Kubán-Priazov, donde se encuentran con las estribaciones septentrionales del Cáucaso, al sur, a orillas de un tributario del río Chamlyk, afluente del río Labá, de la cuenca del Kubán, 12 km al este de Kurgáninsk y 140 km al este de Krasnodar. Tenía 640 habitantes en 2010.
Pertenece al municipio Kurgáninskoye.